# Zaglossus bruijni
Zaglossus bruijni är en däggdjursart som först beskrevs av Peters och Giacomo Doria 1876.  Zaglossus bruijni ingår i släktet långnäbbiga myrpiggsvin och familjen myrpiggsvin. Inga underarter finns listade.
Detta myrpiggsvin förekommer på västra Nya Guinea på Fågelhuvudhalvön och i angränsande regioner. På ön Salawati direkt väster om Fågelhuvudhalvön är arten troligen utdöd. Zaglossus bruijnii når i bergstrakter 2500 meter över havet. Habitatet utgörs av tropiska regnskogar och bergsskogar.

## Utseende
Arten skiljs från övriga arter i släktet Zaglossus på att den har tre klor på både fram- och baktassarna, medan Z. bartoni och Z. attenboroughi har fem klor på framtassarna. Vikten varierar från 5 till 10 kilogram, kroppslängden från 45 till 77,5 centimeter. Arten har kort svans och har mörkbrun eller svart päls. De vuxna hanarna har en tagg på insidan av vardera fotknölen, som inte är giftig. Taggen finns inte hos de vuxna honorna.
Arten saknar tänder, men har en tunga med tandliknande piggar.

## Föda
Myrpiggsvinet äter främst daggmaskar, men även termiter, myror och insektslarver står på menyn.

## Hot mot arten
Zaglossus bruijni jagas för köttets skull och hotas dessutom av skogsavverkningar. IUCN uppskattar att beståndet minskat med 80 procent under de senaste 45 åren och listar Z. bruijnii som akut hotad (CR).

## Övrigt
Parningstiden tros ligga i juli månad.
En individ i fångenskap nådde den rekordhöga åldern av 30 år och 8 månader.